# Localismo (política)
El término localismo, usado en el plano político, describe un amplio rango de filosofías políticas que priorizan lo local. Generalmente el localismo apoya la producción y consumo de bienes locales, control local del gobierno y promoción de la historia, cultura e identidad locales.
Contrasta con el regionalismo, el gobierno centralizado y el Estado unitario.

## Localismo como filosofía política
A principios de siglo XXI, los localistas se han alineado con la crítica a la globalización y pueden encontrase variantes dentro de la Política verde. De acuerdo a un artículo en el International Socialism Journal, el localismo de este tipo busca "responder a los problemas creados por la globalización" con "llamamientos para minimizar el comercio internacional y buscar el establecimiento de economías basadas en la autosuficiencia "local".
Algunos localistas creen que la sociedad debería organizarse políticamente en "líneas de comunidades", siendo cada comunidad libre para conducir sus propios negocios de la forma en que las personas que la conforman lo crean mejor. El tamaño de estas comunidades se define de forma que sus miembros ayudan y a la vez dependen de los demás.
En referencia al localismo, Edward Goldsmith, antiguo editor de The Ecologist magazine, dice: "Los problemas que enfrenta el mundo hoy sólo pueden resolverse restaurando el funcionamiento de aquellos sistemas naturales que una vez satisfacían nuestras necesidades, es decir, explotando plenamente esos recursos incomparables que son las personas, las familias, las comunidades y los ecosistemas individuales, que juntos conforman la biosfera o mundo real".
Thomas "Tip" O'Neill , portavoz en el Congreso de Estados Unidos, se hizo famoso declarando "Toda la política es local" y escribió un libro de título All Politics Is Local: And Other Rules of the Game.

## Ejemplos de localismo
- Apoyo de redes locales de alimentos, como los mercados de productores, Agricultura sostenida por la comunidad, Community gardening, programas "de la granja a la mesa", cooperativas de alimentos y restaurantes que sirven comida local. El movimiento Slow Food que utiliza alimentos diversos, de temporada y ecológicos en contraposición con el mercadeo internacional que es uniforme y producido por métodos industriales y llamado fast food.

- Apoyo de negocios propios, independientes que incluye bancos comunitarios y cooperativas de crédito como las siguientes organizaciones en Estados Unidos: American Independent Business Alliance, Business Alliance for Local Living Economies, el Institute for Local Self-Reliance y Move Your Money.

- Medios de comunicación locales interactivos como:
  - The Kelsey Group
  - West Seattle Blog
  - New Haven Independent
  - The Batavian
  - Baristanet
  - Village Soup
  - Mod Mobilian
  - PlaceBlogger

- El localismo en los medios de comunicación apoya diversos medios de comunicación para conseguir un incremento del control corporativo. La Comisión Federal de Comunicaciones utiliza este término al establecer: "promoting localism is a key goal of the Commission’s media ownership rules."[4]

- Localismo en estructuras de gobierno, que pueden incluir:
  - Tertiary government where small community councils make relevant decisions, with some degree of independence from local or national government.
  - Consejos obreros, donde los eompleados de un lugar de trabajo discuten y negocian sobre su empleador, más que dejar la labor a un sindicato a nivel nacional que puede encontrarse en un lugar alejado del lugar de trabajo.
  - Federalismo y devolución.
- Postmodernismo puede ser visto como un tipo de localismo cultural, donde los valores culturales pueden ser ignorados en favor de personas con criterio y valores propios.